# ألعاب مكابيه 1973

شعار ألعاب مكابيه 1973.

ألعاب مكابيه 1973 هي النسخة التاسعة من ألعاب مكابيه ولقد عقدت عام 1973 في مدينة رمات غان في إسرائيل بعد عملية ميونخ. شارك 1500 رياضي من 26 دولة مختلقة.
حضر 60،000 متفرج في ملعب رامات غان ولقد وجه كلا من جولدا مائير وأبا إيبان تحية للرياضيين الذين قتلو في عملية ميونخ.

## روابط خارجية
- ملخصات للألعاب مكابيه